# Stato di polizia

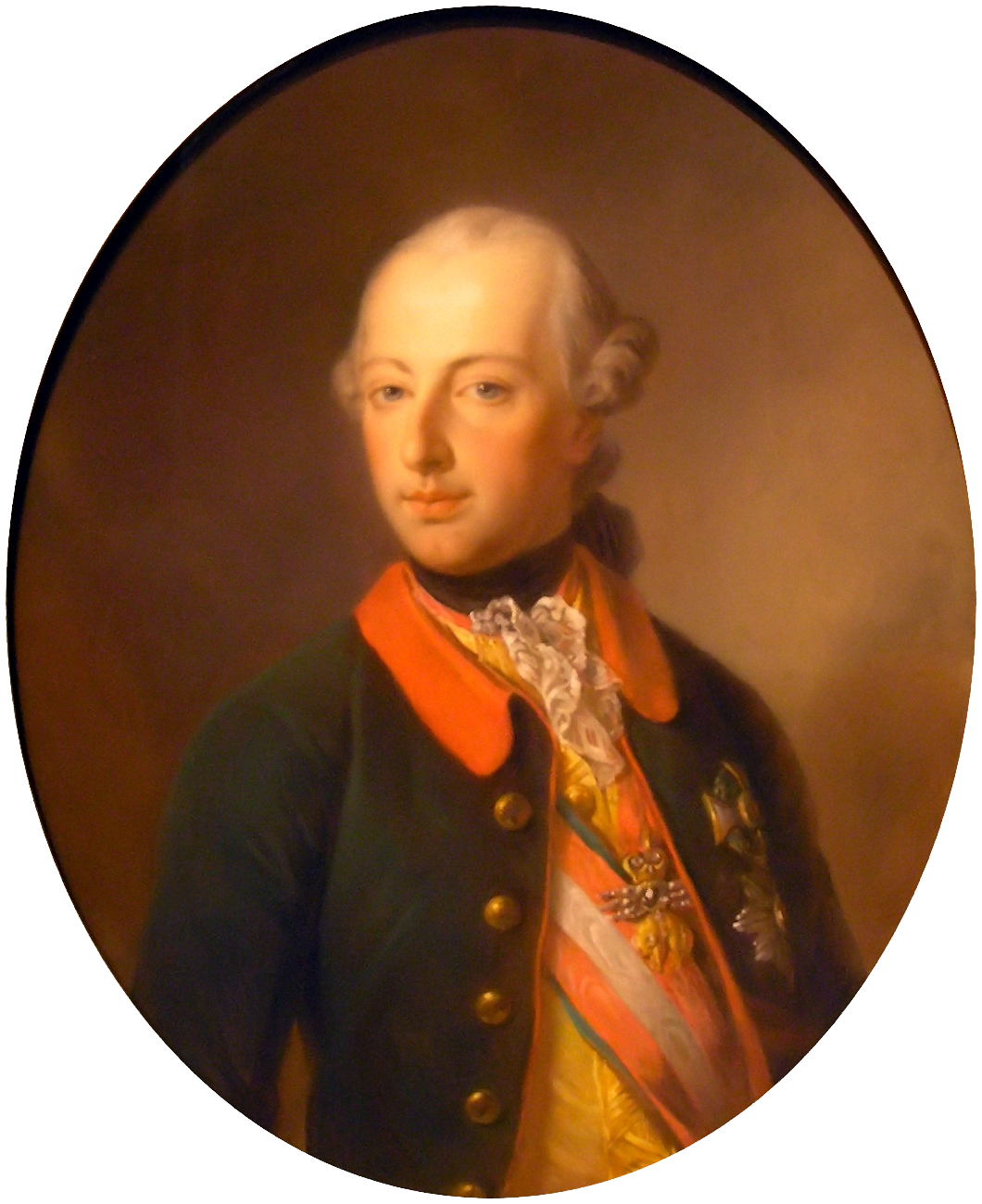
Giuseppe II d'Asburgo-Lorena, il principale rappresentante, in quanto despota illuminato, dell’idea originale di stato di polizia.

Uno Stato di polizia rappresenta una evoluzione del tipico Stato assoluto e monarchico in quanto basato sullo ius politiae, un diritto mirato, sull'onda di alcuni principi giusnaturalistici, alla soddisfazione degli interessi dei sudditi e alla promozione del loro benessere, sebbene la determinazione di questi interessi continui ad essere operata dall'alto e riguardi solo interessi di tipo patrimoniale.
Nell'accezione comune, anche grazie ad opere come 1984 di George Orwell, il termine, che dovrebbe essere più correttamente quello di Stato poliziesco o regime di polizia, viene spesso usato impropriamente come sinonimo di stato autoritario, in quanto dominato dalle forze di polizia con poteri estesi.

## Storia
Lo Stato di polizia si manifestò in un particolare periodo storico e in un particolare contesto geografico. Esso si affermò infatti all'epoca dell'Illuminismo, particolarmente in Prussia e nell'Impero austriaco, rispettivamente sotto i regni di Federico il Grande e di Maria Teresa d'Austria e del figlio Giuseppe II.
Tra XVII e XVIII secolo lo Stato assoluto assunse una forma razionalizzatrice che prese il nome di Stato di polizia. Nonostante l'immagine prettamente repressiva, con il termine Stato di polizia intendiamo un sistema che si pone come fine il perseguimento del benessere dei suoi sudditi. Nasce dalla teoria dello Stato di polizia, sviluppatasi nel XVIII secolo in Austria, Germania e Francia. Infatti negli scrittori del Settecento, il termine polizia (che etimologicamente deriva dal greco polis) coincide con il termine amministrazione interna, con riguardo per tutte le attività di governo. Questo sistema ha appunto come fine supremo il benessere dei suoi sudditi, che si può raggiungere soltanto a due condizioni: sicurezza e prosperità della vita.

## Caratteristiche
L'accezione può dunque assumere connotati positivi, presentandosi come una prima (e primitiva) forma di ordinamento costituzionale personalistico, o negativi, rispetto alle democrazie costituzionali odierne. Di certo, questo uso originario del lemma in dottrina dello Stato non corrisponde con l'odierna utilizzazione del termine per descrivere uno Stato che si regga sull'impiego massiccio delle forze dell'ordine o di polizie segrete.
Un'espressione equivalente a Stato di polizia è quella di dispotismo illuminato. Altri hanno proposto "stato paternalistico".
È un sistema caratterizzato dall'intervento statale in economia, nella religione, nei costumi, nella salute e - appunto - nella sicurezza. L'amministrazione assume una tale complessità da potersi definire dotata di un'amministrazione propria, divisa da quella costituzionale. Tale struttura finì per condizionare i poteri del Sovrano, il quale sì teneva presso sé tutte le funzioni dello Stato, ma non si identificava più con esso (il monarca, infatti, diventa organo dello Stato).
Peculiarità di questo tipo di Stato è il riconoscimento di alcune posizioni soggettive ai singoli, tutelabili innanzi al giudice e rivendicabili anche contro i pubblici poteri. Pur essendo questo un riconoscimento ancora molto parziale, può essere considerato il precursore dello Stato di diritto, secondo il quale la pubblica amministrazione è tenuta al rispetto della legge e, qualora ciò non accadesse, è ritenuta giudicabile dai giudici.

### Confusione dell’immaginario comune con lo “stato poliziesco”

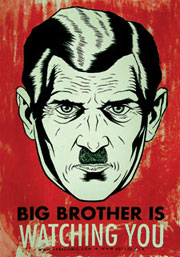
Manifesto del Grande Fratello, col Grande Fratello ritratto con caratteristiche somatiche comuni sia ad Hitler sia a Stalin, tratto dal fumetto "1984 The comic" di F. Guimont, 2004

L’espressione “Stato di polizia” ha tuttavia coinciso, nell'immaginario comune, con l'uso esteso delle forze dell’ordine per uniformare l'opinione pubblica alle decisioni, illuminate o meno, del sovrano o del despota o di chi detiene il potere. Questa coincidenza tra la definizione, almeno nella sua forma dottrinale, e l'impiego della stessa per manipolare l'opinione pubblica è di dubbia fondatezza e probabilmente di derivazione popolare. 
Etimologicamente, semioticamente e, soprattutto, politicamente, dunque, la definizione "Stato di polizia" non è assimilabile all'evenienza sopra indicata e sarebbe meglio considerabile l’espressione “Stato poliziesco” o “regime di polizia”, già nota alla materia giuridica.